# Giovanni di Chaldia
Giovanni Chaldo (in greco Ἰωάννης Χάλδος?, Ioannes Chaldos o Giovanni di Chaldia; fl. X secolo) è stato un generale bizantino durante il regno di Basilio II.

## Biografia
Come indica il suo cognome, Chaldo era originario della Chaldia, regione dell'Asia Minore nord-orientale. Potrebbe essere stato di origine armena.
Servì come governatore militare (strategos) dei themata Armeniakon e Boukellarion in Asia Minore, prima di essere inviato a Tessalonica come doux intorno al 995, in successione a Gregorio Taronita, che era stato ucciso durante un'imboscata bulgara. Potrebbe aver ricoperto tutte e tre le cariche contemporaneamente, nonostante la loro grande distanza geografica fra le sedi. Nel settembre del 995 era certamente al suo posto di governatore di Tessalonica, poiché emanò un atto (sigillion) che confermava vari privilegi ed esenzioni del monastero di Kolobou a Ierissos in Calcidica, che sopravvive ancora oggi.
Poco dopo, all'inizio del 996, fu catturato dai bulgari in un'altra imboscata tesa dallo zar Samuele di Bulgaria. Rimase in prigionia bulgara per 22 anni, fino al crollo definitivo della resistenza bulgara nel 1018, quando fu liberato in seguito alla resa di Dragomouzos, governatore bulgaro di Strumitza, all'imperatore Basilio II.
Dopo la morte di Taronita e la cattura di Chaldo, Basilio II nominò uno dei suoi più fidati collaboratori, Niceforo Urano, come comandante in capo nei Balcani, ottenendo una schiacciante vittoria su Samuele e il suo esercito nella battaglia dello Spercheo.
Giovanni Chaldo viene citato successivamente, e per l'ultima volta, durante la campagna del 1030 dell'imperatore Romano III Argiro contro i Mirdasidi di Aleppo, che aveva sconsigliato. L'imperatore non ascoltò il suo parere e la campagna si concluse con un'umiliante sconfitta nella battaglia di Azaz.